# Hans Boetticher
Hans Boetticher, nemški general in pravnik, * 8. september 1899, Prinzenthal, † 23. september 1988, München.